# Patna, Skottland
Patna är en ort i Storbritannien.   Den ligger i kommunen East Ayrshire och riksdelen Skottland, i den centrala delen av landet, 500 km nordväst om huvudstaden London. Patna ligger 171 meter över havet och antalet invånare är 2 088.
Terrängen runt Patna är platt åt nordväst, men åt sydost är den kuperad. Runt Patna är det ganska glesbefolkat, med 38 invånare per kvadratkilometer. Närmaste större samhälle är Ayr, 13,6 km nordväst om Patna. Trakten runt Patna består i huvudsak av gräsmarker.